# Anastasia Davydova
Anastasia Semjonovna Davydova (ryska: Анастасия Семёновна Давыдова), född den 2 februari 1983 i Moskva, Ryssland, är en rysk konstsimmare.
Hon tog OS-guld i duett i konstsim och OS-guld även i lagtävlingen i konstsim i samband med de olympiska konstsimstävlingarna 2004 i Aten.
Hon tog upprepade bedriften och tog OS-guld igen i lagtävlingen i konstsim och OS-guld även i duett i konstsim i samband med de olympiska konstsimstävlingarna 2008 i Peking.
Hon tog OS-guld i lagtävlingen i konstsim i samband med de olympiska konstsimstävlingarna 2012 i London.